# Julie Finlay
Julie Finlay is een personage uit de politieserie Crime Scene Investigation, dat voor het eerst verscheen in seizoen 12 in de aflevering "Seeing Red". Zij is de assistent-supervisor uit de nachtploeg van het Las Vegas Crime Lab en wordt gespeeld door Elisabeth Shue. Ze had haar laatste optreden in de finale van seizoen 15, "The End Game", voordat ze later te zien is in archiefbeelden op CSI: Cyber 's "Hack ER"

## 'Biografie'
Julie Finlay is een ex-collega van D.B. Russell uit zijn tijd in Seattle. Ze is een bloedspatten-expert, Russell noemt haar een "bloedfluisteraar".
Finlay is tweemaal getrouwd, en gescheiden van beide echtgenoten. Haar tweede echtgenoot is een Seattle Police Detective. Ze zijn bevriend gebleven maar zien elkaar zelden.

## Verhaallijn
Julie Finlay arriveert in het Las Vegas (Seeing Red) Crime Lab nadat Catherine heeft besloten te stoppen in Las Vegas (Willows in the Wind).
Nadat Julie Finlay is ontvoerd, weet Russel de dader (ex-Ondersheriff Jeffrey McKeen) de moordenaar van Warrick Brown op te sluiten.
Ook wordt ze ontvoerd door een vrachtwagenchauffeur als ze autopech heeft samen met Sara en Morgan (Girls Gone Wild).
Beide dames worden ook een keer geconfronteerd met een schietpartij waarbij doden vallen (Girls Gone Wilder).
Nadat Russel haar voor de derde keer redt krijgen ze een speciale band met elkaar.
Rond seizoen 15 krijgt Finlay een bom onder haar auto en starten Russel en zij een jacht op de Gig Harbor Killer.
Na de dader te hebben gevonden gaat Finlay er zelf achteraan, wat nare gevolgen heeft voor haar en het team.
Nadat Russel hoort dat zijn collega Finn in coma ligt in het ziekenhuis blijft hij aan haar zijde.

## CSI FINAL Immortality
Nadat FBI agent Catherine Willows en Gill Grissom terug zijn gekomen, geeft D.B. Russel het team aan te vertrekken (Waar Finlay heengaat daar ga ik ook heen). Het blijkt dat Finlay na haar coma overleden is.

## CSI CYBER
July Finlay keert nog eenmaal terug in Achiefbeelden als Russel aan haar denkt. (Hack E.R)

## Trivia
Julie's debuut was in de aflevering Seeing Red, uitgezonden op 15-2-2012 en ze verlaat CSI in de aflevering The End Game, uitgezonden op 15-2-2015.